# Litawor
Litawor — literackie imię męskie, zaczerpnięte z poematu epickiego Adama Mickiewicza Grażyna. 
Litawor był przydomkiem rodu magnackiego Chreptowiczów, po raz pierwszy użytym przez podskarbiego dwornego litewskiego Iwana (Iwaszkę, †1513), syna Bohdana, a pochodzącym od niemieckiego słowa Litauer, oznaczającego "Litwina". 